# Mads Christensen (Eishockeyspieler, 1984)
Mads Bech Christensen (* 3. November 1984 in Frederikshavn) ist ein ehemaliger dänischer Eishockeyspieler, der im Verlauf seiner Karriere ausschließlich für die Frederikshavn White Hawks in der AL-Bank Ligaen aktiv war.

## Karriere
Mads Christensen begann seine Karriere als Eishockeyspieler in seiner Heimatstadt in der Nachwuchsabteilung der Frederikshavn White Hawks, für deren Profimannschaft er ab der Saison 2000/01 in der AL-Bank Ligaen aktiv war. Sein größter Erfolg mit der Mannschaft war der Gewinn des dänischen Pokalwettbewerbs 2002. Zudem wurde er in der Saison 2010/11 mit den White Hawks Vizemeister. In der gleichen Spielzeit wurde er selbst in das All-Star Team der Liga gewählt. 2016 beendete er seine aktive Karriere.

### International
Für Dänemark nahm Christensen im Juniorenbereich an den U18-Junioren-B-Weltmeisterschaften 2001 und 2002, der U20-Junioren-C-Weltmeisterschaft 2002 sowie den U20-Junioren-B-Weltmeisterschaften 2003 und 2004 teil. Im Seniorenbereich stand er im Aufgebot seines Landes bei den A-Weltmeisterschaften 2005, 2008, 2009 und 2010.

## Erfolge und Auszeichnungen
- 2002 Dänischer Pokalsieger mit den Frederikshavn White Hawks
- 2011 Dänischer Vizemeister mit den Frederikshavn White Hawks
- 2011 AL-Bank Ligaen All-Star Team